# Потапенко, Валерий Иванович
Вале́рий Ива́нович Пота́пенко (род. 1963) — украинский сценарист и продюсер. Генеральный директор Продюсерского центра «Ви. Ай. Пи. ЗОУН» (1999—2015).

## Биография
Родился 16 июня 1963 в Харькове. В 1985 окончил Харьковский автомобильно-дорожный институт.
В 1988—1990 — командир взвода войсковой части 53043 авиации Краснознаменного Северного флота.
В 1991—1993 — командир роты войсковой части 9713 КГБ СССР, после распада СССР — Национальной гвардии Украины.
В 1993—1997 — командир роты милиции (Харьков), начальник отдела охраны района (Харьковская область).
Воинское звание — капитан гвардии (1992). Специальное звание — капитан милиции (1993).
После увольнения из МВД принял предложение Андрея Гунченко и в 1997—1999 работал вице-президентом Акционерного общества "Теленеделя-Медиа". Автор реализации идеи и продюсер первого всеукраинского телефестиваля «Золотая Эра» (1997—1999). Автор идеи создания и генеральный директор Украинской ассоциации регионального телевидения и радио (УАРТР) (1998—1999). Автор идеи конкурса региональных электронных СМИ Украины «Золота Хвыля» (1998—1999). Автор идеи приза лучшему музыкальному продюсеру Украины «Золотая Лира», единственным обладателем которого в 1999 стал продюсер группы «ВИА Гра» Дмитрий Костюк. В конце 1999 из-за разногласий с партнёром  фестивальные и конкурсные проекты были остановлены.
Призёр в номинации «Лучшая русскоязычная программа стран СНГ» III-го Фестиваля региональных телекомпаний «Вся Россия» (1998), член Оргкомитета Фестиваля (1999—2000). Член Оргкомитета III-го Межгосударственного кинотелефестиваля «Правопорядок и общество» (2001).
17 ноября 1999 года создал в Харькове Продюсерский центр «Ви. Ай. Пи. ЗОУН». Первым самостоятельным проектом стал Конкурс телерадиопрограмм на правоохранительную тематику «Золотой Георгий» (1999-наст. время), в дальнейшем ставший Ежегодным Международным конкурсом фильмов и телерадиопрограмм на правовую и правоохранительную тематику. По итогам рейтинга журнала «Телерадиокурьер» конкурс «Золотой Георгий» признан профессиональным телеконкурсом 2000-го года.
Осенью 2000 приступил к разработке и написанию сценария «УВД. Курс молодого бойца», по которому в 2002 в качестве сопродюсера снял одноимённый 6-серийный фильм . Продолжение («УВД-2: Во власти») и компиляционные адаптации фильма («Высшая мера», «Рецепт «Ортопеда») к творчеству относят ошибочно.
Живёт и работает в Киеве.

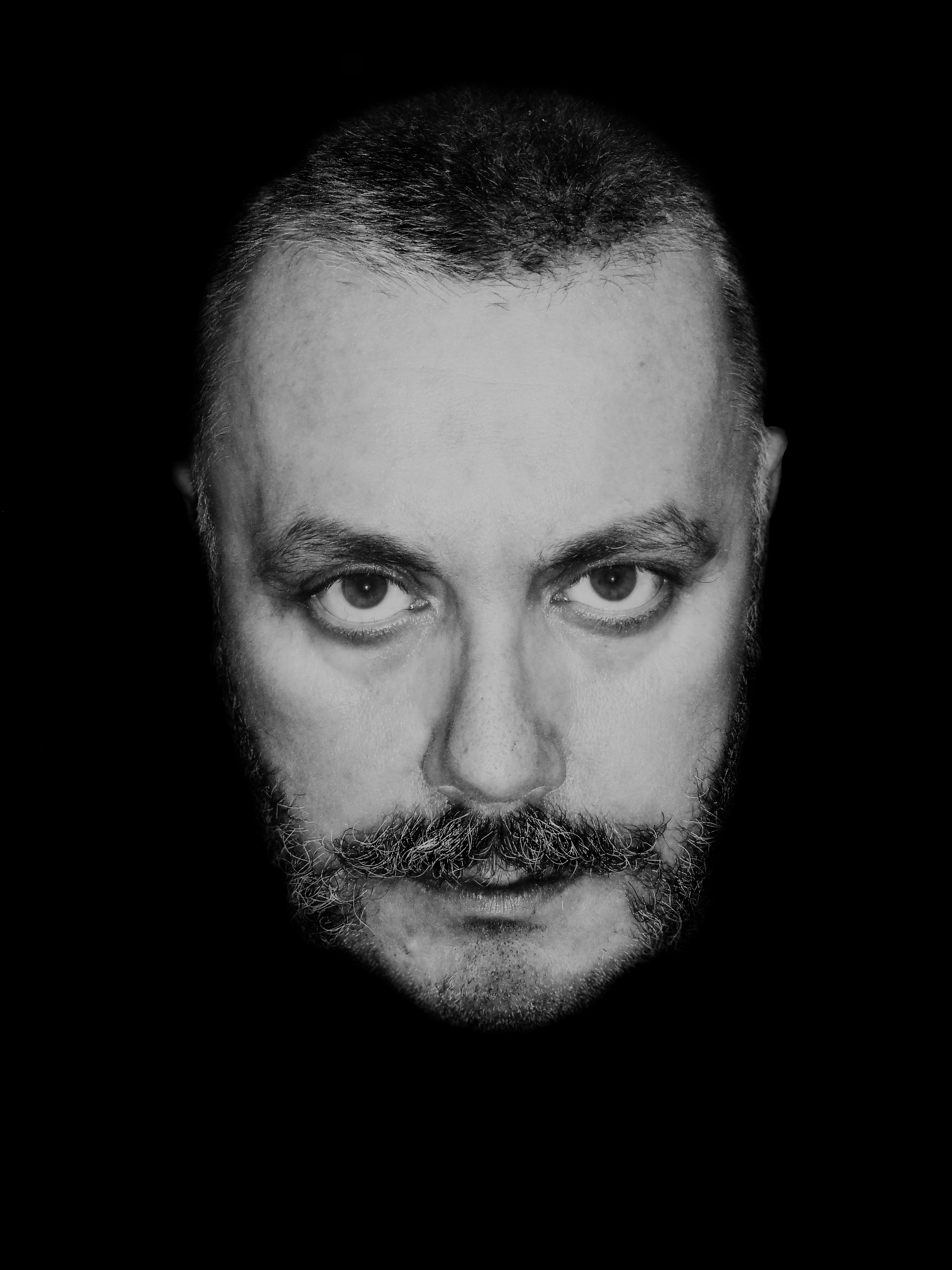
Валерий Потапенко, Киев, февраль 2016 года

Член Правления Ассоциации «Гильдия производителей видеограмм и фонограмм», председатель Гильдии видеограмм.
Член Общественного совета при Государственном агентстве Украины по вопросам кино.
Член Общественного совета при Государственной службе интеллектуальной собственности Украины.
Член Общественного совета при Государственной фискальной службе Украины, член комиссии по вопросам таможенного дела , председатель подкомитета по вопросам деятельности органов финансовых расследований и налоговой милиции (2006—2016) .
Председатель Комитета по вопросам культуры, науки, образования, информационной политики и связей со СМИ (2011—2014) Общественного совета при МВД Украины.
Член Общественных советов (2012—2015) при Главном управлении МВД Украины в городе Киеве и Главном управлении МВД Украины в Киевской области.
Награждён многими ведомственными наградами, грамотами и благодарностями правоохранительных, правоприменяющих и правозащитных структур Украины и других стран.

## Семья
Женат (1982). Жена — Елена. Дочь — Анна (1982), внучка — Ольга (2006).

## Фильмография
1. 2002 — УВД. Курс молодого бойца — автор идеи, сценарист, продюсер
2. 2003 — Европейский конвой — линейный продюсер
3. 2005 — Охота за тенью — автор идеи, продюсер
4. 2006 — Ситуация 202 — сценарист, продюсер
5. 2007 — Ситуация 202. Страшная сила — автор идеи, сценарист, продюсер
6. 2007 — Ситуация 202. Болезнь движения — автор идеи, сценарист, продюсер
7. 2007 — Ситуация 202. Особый период — автор идеи, сценарист, продюсер
8. 2007 — Антиснайпер — автор идеи, сценарист, продюсер
9. 2007 — Антиснайпер. Двойная мотивация — автор идеи, сценарист, продюсер
10. 2008 — Безумный ноябрь — автор идеи, сценарист, продюсер
11. 2008 — Безумный ноябрь-2 — автор идеи, сценарист, продюсер
12. 2010 — Чкалов — автор идеи, сценарист, продюсер
13. 2013 — Прощальная неделя — сценарист, продюсер
14. 2015 — Не имею права оставить — режиссёр, продюсер

## Партнёры
- Кинокомпания Film.ua
- Группа компаний Star Media

## Планы
Заканчивается сбор материалов сценария «История одного киллера», основанного на реальных событиях и реальных свидетельствах наёмного убийцы.
В ближайших планах — активное участие в фестивальном движении правозащитной направленности, создание и продюсирование программ и фильмов правозащитной тематики.
В настоящее время закончен монтаж документального фильма «Не имею права оставить», и готовится досъемка и монтаж фильма «Не называйте нас вдовами» (о женах участников АТО, погибших при защите государственного суверенитета Украины).